# ニューロマンス
ニューロマンスは、吉本興業（東京吉本）所属のお笑いコンビである。2006年結成。2019年解散。

## メンバー
- おにぎり（本名：片桐 健雄（かたぎり たけお）、1977年7月19日 - ）
  - 北海道余市町出身。ツッコミ担当。
  - 身長：193cm、体重：110kg。B型。
  - 2019年6月いっぱいをもって引退[1]。
- 福島健司（ふくしま けんじ、1979年7月10日 - ）
  - 愛知県豊川市出身。ボケ担当。
  - けんちゃんという名義も用いる。
  - 身長：172cm、体重：70kg。O型。
  - 特技：剣道、ラテアート。

### 元メンバー
- 堀部雅人（ほりべ まさと、1979年10月24日 - ）
  - 岐阜県岐阜市出身。ボケ担当。
  - 身長：180cm、体重：79.2kg。B型。

## 来歴
東京NSC8期生の同期でそれぞれピン芸人として活動していたおにぎりと堀部雅人によって、2006年に結成。2015年に堀部が長期休養に入り、「あんこ～る」というコンビで活動していた福島が加入した。2019年におにぎりが引退を表明により解散した。

## 出演番組
- おはスタ1部(おはスタ645) 2010年10月5日～同年12月 （堀部）　同年11月19日 （おにぎり）（テレビ東京）
- いきなり!黄金伝説。SP 2010年12月23日（テレビ朝日）
- アンリちゃんの執事 2012年1月20日（テレビ新広島）（おにぎり）